# Brooklyn–Manhattan Transit Corporation

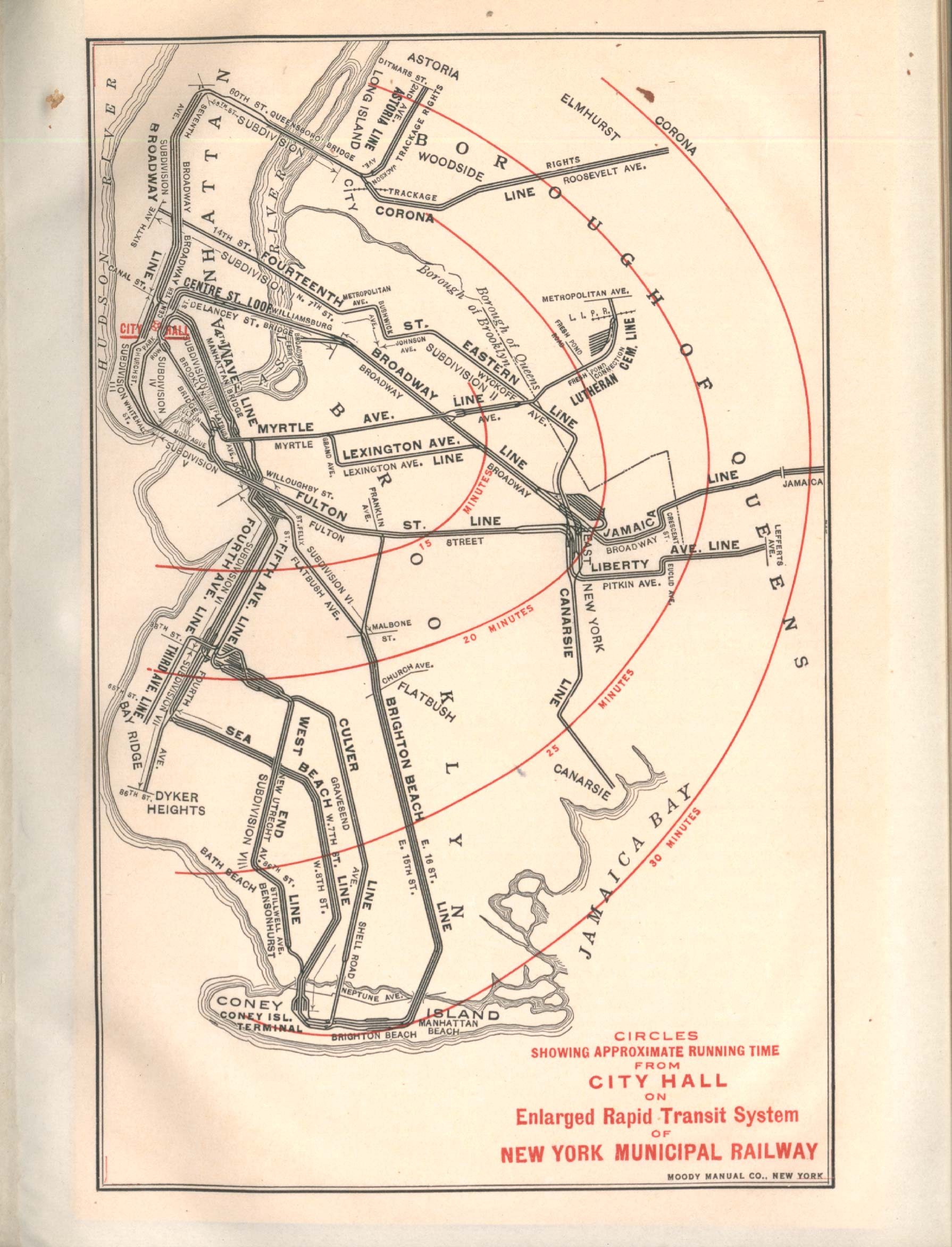
Mapa de 1914 com o plano de expansão das linhas operadas pela "Brooklyn-Manhattan Transit Corporation"

Brooklyn–Manhattan Transit Corporation (BMT) é uma empresa de transporte urbano norte-americana, com sede no Brooklyn, Nova Iorque. 
A empresa foi incorporada em 1923, sendo hoje uma das Divisões do Metrô de Nova Iorque. Em conjunto com a Independent Subway System (IND), é a responsável pela operação das linhas do metrô da região da cidade conhecida como Divisão B.